# Bélgica en los Juegos Paralímpicos de Pekín 2022
Bélgica estuvo representada en los Juegos Paralímpicos de Pekín 2022 por dos deportistas, un hombre y una mujer. El equipo paralímpico belga no obtuvo ninguna medalla en estos Juegos.